# برانكو دراغوتينوفيتش
برانكو دراغوتينوفيتش هو لاعب كرة قدم صربي في مركز الدفاع، ولد في 8 سبتمبر 1961 في إيلياش في البوسنة والهرسك. لعب مع نادي رييكا.